# Luis Gómez Carreño

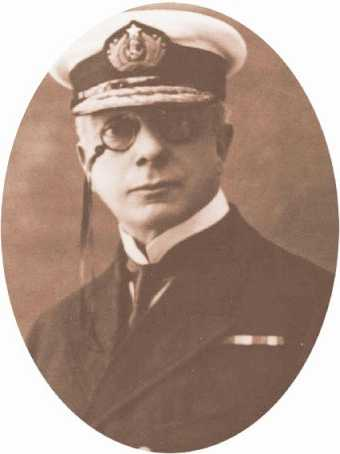
Vice-almirante
Luis Gómez Carreño

Luis Gómez Carreño (26 de janeiro de 1865 — 6 de janeiro de 1930) foi comandante-em-chefe da esquadra chilena, diretor da escola naval e ministro da guerra e marinha.